# Humesiella corallicola
Humesiella corallicola is een eenoogkreeftjessoort uit de familie van de Anchimolgidae. De wetenschappelijke naam van de soort is voor het eerst geldig gepubliceerd in 1973 door Sebastian & Pillai.